# La Tribu (film)
Pour les articles homonymes, voir Tribu.
Pour plus de détails, voir Fiche technique et Distribution.
La Tribu est un film français d'Yves Boisset sorti en 1991, d'après un roman de Christian Lehmann.

## Synopsis
Un jeune médecin vient d'ouvrir un cabinet de généraliste, et assure en plus des vacations au service de réanimation de l'hôpital dans lequel il était interne. Il vit avec une animatrice de radio « gaucho/écolo ». 
Alors qu'il assure une garde de nuit, il est appelé pour une urgence, mais lorsqu'il arrive sur place se trouvent déjà un autre médecin et un homme d'affaires important, candidat d'extrême droite. Il recommande une hospitalisation d'urgence mais les deux hommes refusent.

## Fiche technique
- Titre : La Tribu
- Réalisation : Yves Boisset
- Scénario : Alain Scoff, Yves Boisset, d'après un roman de Christian Lehmann
- Décors : Claude Bouvard, Jean-Baptiste Poirot
- Costumes : Fanny Jakubowicz
- Photographie : Fabio Conversi
- Son : Jean-Pierre Fénié
- Montage : Albert Jurgenson
- Musique : Philippe Sarde
- Production : Christine Gozlan, Alain Sarde
- Sociétés de production : Ciné 5, Sara Films
- Société de distribution : AAA
- Pays de production :  France
- Langue originale : français
- Format : couleur — 35 mm — son Dolby
- Genre : drame
- Durée : 90 minutes
- Date de sortie : 
  - France : 27 mars 1991

## Distribution
- Stéphane Freiss : le docteur Olivier Rohan
- Catherine Wilkening : Laurence
- Jean-Pierre Bacri : le professeur Maurice Roussel
- Jean-Pierre Bisson : le professeur Maréchal
- Georges Wilson : Hubert Castaing
- Maxime Leroux : le docteur François Roosens
- Kader Boukhanef : Étienne
- Gilles Gaston-Dreyfus : Cazenave
- Ysabelle Lacamp : Tran, qui pratique l'autopsie
- Joseph Poli : le professeur Bey
- Jacques Plée : Vidal
- Claudia Messner (de) : Lisbeth, la visiteuse médicale
- Catherine Jarrett : Mme Maréchal
- Marc Mazza : le secrétaire de Castaing
- Elvire Audray : l'hôtesse d'accueil au bureau de Castaing
- Béatrice Benscik : Carole, la sage-femme
- Albert Dray : Michel du SAMU
- François Dyrek : le conducteur de la camionnette
- Jean-Claude Dreyfus : le patient alcoolique
- Rita Brantalou : Jenner, directeur régional du laboratoire de Lisbeth
- Alain Scoff : le voisin de table de Lisbeth à la réunion "Diffuveynil"
- Christophe Salengro : le serveur
- Joseph Momo : le vigile antillais
- Mathieu Foulon : Stéphane
- Daniel Léger : le père de Stéphane
- Rachel Cohen : la mère de Stéphane